# Giải vô địch bóng đá nữ thế giới 1995
Giải vô địch bóng đá nữ thế giới 1995 được tổ chức tại Thụy Điển từ ngày 5 đến ngày 18 tháng 6 năm 1995. Đây là lần thứ hai giải vô địch bóng đá nữ thế giới được tổ chức và là lần đầu tiên được tổ chức tại châu Âu. Sau gần hai tuần tranh tài, Na Uy giành chức vô địch đầu tiên trong lịch sử của mình. Giải có sự góp mặt của 12 đội tuyển nữ thuộc sáu liên đoàn khu vực. Mười hai đội được chia thành ba bảng bốn đội thi đấu theo thể thức vòng tròn. Sau khi kết thúc vòng bảng, hai đội đầu bảng và hai đội thứ ba xuất sắc nhất tiến vào vòng đấu loại trực tiếp. Vòng đấu này bắt đầu bằng các trận tứ kết và kết thúc bằng trận chung kết tại Sân vận động Råsunda vào ngày 18 tháng 6 năm 1995.
Linh vật chính thức của giải đấu là Fifi, cô bé người Viking. Khuôn mặt của cô chính là lá cờ Thụy Điển.

## Sân vận động
| GävleHelsingborgKarlstadVästeråsSolnaGiải vô địch bóng đá nữ thế giới 1995 (Thụy Điển) | - Sân vận động Strömvallen, Gävle Sức chứa: 7.300 - Sân vận động Olympia, Helsingborg Sức chứa: 17.200 - Sân vận động Tingvalla IP, Karlstad Sức chứa: 5.000 - Sân vận động Arosvallen, Västerås Sức chứa: 10.000 - Sân vận động Råsunda, Solna Sức chứa: 36.800 |

## Các đội tham dự

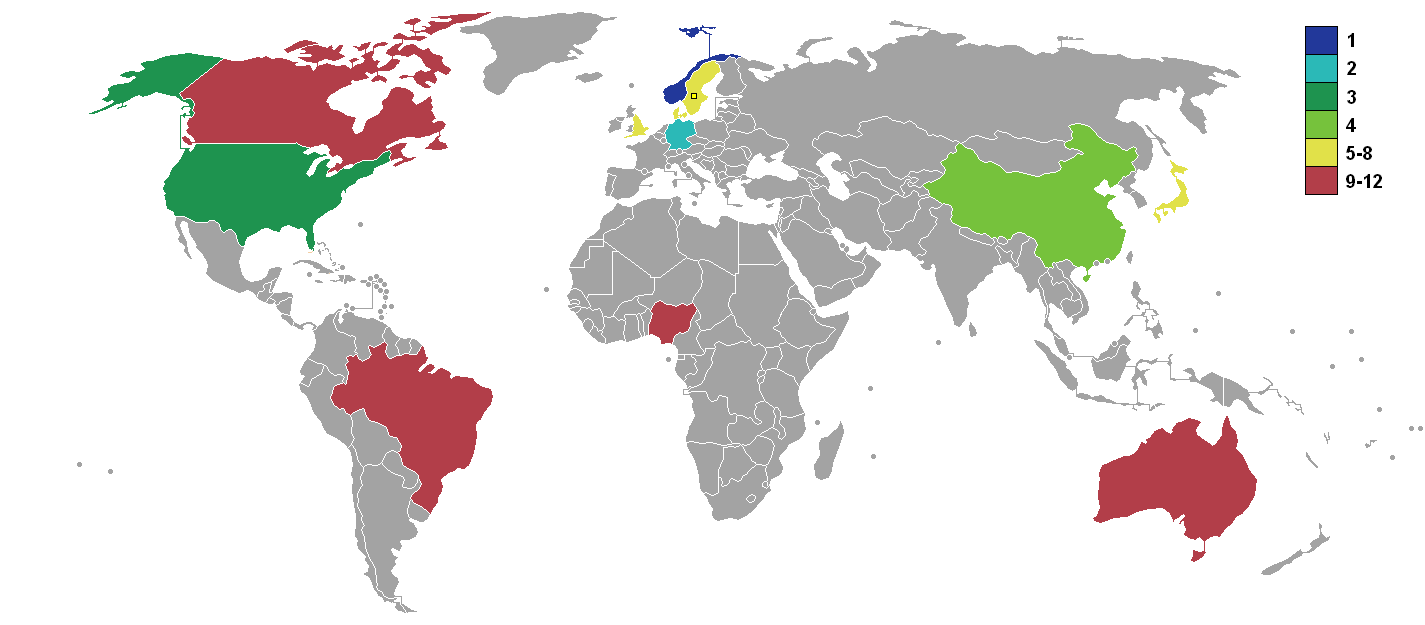
Các đội tuyển tham dự vòng chung kết

| Liên đoàn                          | Vòng loại                             | Các đội tham dự vòng chung kết |
| ---------------------------------- | ------------------------------------- | ------------------------------ |
| AFC (châu Á)                       | Á vận hội 1994                        | Nhật Bản · Trung Quốc          |
| CAF (châu Phi)                     | Giải vô địch bóng đá nữ châu Phi 1995 | Nigeria                        |
| CONCACAF (Bắc, Trung Mỹ và Caribe) | Giải vô địch bóng đá nữ CONCACAF 1994 | Canada · Hoa Kỳ                |
| CONMEBOL (Nam Mỹ)                  | Sudamericano Femenino 1995            | Brasil                         |
| OFC (châu Đại Dương)               | Cúp bóng đá nữ châu Đại Dương 1994    | Úc                             |
| UEFA (châu Âu)                     | Giải vô địch bóng đá nữ châu Âu 1995  | Anh · Đức · Na Uy · Đan Mạch   |
| Quốc gia đăng cai                  | Quốc gia đăng cai                     | Thụy Điển                      |

## Trọng tài
| CAF - Engage Camara (Guinée) - Mamadou Toure (Mali) - Petros Mathabela (Nam Phi) - Mohamed Hamid Osman (Sudan) AFC - Yoshizawa Hisae (Nhật Bản) - Young Jeon (Hàn Quốc) - Pirom Un-Prasert (Thái Lan) CONCACAF - Sonia Denoncourt (Canada) - Maria Rodríguez (México) - Peter Kelly (Trinidad và Tobago) - Catherine Leann Hepburn (Hoa Kỳ) OFC - Linda May Black (New Zealand) | CONMEBOL - Ana Bia Batista (Brasil) - Maria Edilene Siqueira (Brasil) - Eduardo Gamboa (Chile) - Manuel Yupanqui Souza (Peru) UEFA - Gitte Holm (Đan Mạch) - Corinne Lagrange (Pháp) - Christine Frai (Đức) - Alain Hamer (Luxembourg) - Bente Skogvang (Na Uy) - Veronika Schluchter-Maerki (Thụy Sĩ) - Eva Ödlund (Thụy Điển) - Ingrid Jonsson (Thụy Điển) |

## Vòng bảng

### Bảng A
|  | Đội giành quyền vào vòng trong. |

| Đội       | Tr | T | H | B | BT | BB | HS | Đ |
| --------- | -- | - | - | - | -- | -- | -- | - |
| Đức       | 3  | 2 | 0 | 1 | 9  | 4  | +5 | 6 |
| Thụy Điển | 3  | 2 | 0 | 1 | 5  | 3  | +2 | 6 |
| Nhật Bản  | 3  | 1 | 0 | 2 | 2  | 4  | −2 | 3 |
| Brasil    | 3  | 1 | 0 | 2 | 3  | 8  | −5 | 3 |

| Thụy Điển | 0–1        | Brasil     |
| --------- | ---------- | ---------- |
|           | (Chi tiết) | Roseli 37' |

| Đức      | 1–0        | Nhật Bản |
| -------- | ---------- | -------- |
| Neid 23' | (Chi tiết) |          |

| Thụy Điển                                | 3–2        | Đức                            |
| ---------------------------------------- | ---------- | ------------------------------ |
| Andersson 65' (ph.đ.) 86' · Sundhage 80' | (Chi tiết) | Wiegmann 9' (ph.đ.) · Lohn 42' |

| Brasil      | 1–2        | Nhật Bản      |
| ----------- | ---------- | ------------- |
| Pretinha 7' | (Chi tiết) | Noda 13', 45' |

| Thụy Điển                  | 2–0        | Nhật Bản |
| -------------------------- | ---------- | -------- |
| Videkull 66' · Andelen 88' | (Chi tiết) |          |

| Brasil     | 1–6        | Đức                                                                          |
| ---------- | ---------- | ---------------------------------------------------------------------------- |
| Roseli 19' | (Chi tiết) | Prinz 5' · Meinert 22' · Wiegmann 42' (ph.đ.) · Mohr 78', 89' · Bernhard 90' |

### Bảng B
| Đội     | Tr | T | H | B | BT | BB | HS  | Đ |
| ------- | -- | - | - | - | -- | -- | --- | - |
| Na Uy   | 3  | 3 | 0 | 0 | 17 | 0  | +17 | 9 |
| Anh     | 3  | 2 | 0 | 1 | 6  | 6  | 0   | 6 |
| Canada  | 3  | 0 | 1 | 2 | 5  | 13 | −8  | 1 |
| Nigeria | 3  | 0 | 1 | 2 | 5  | 14 | −9  | 1 |

| Na Uy                                                                                      | 8–0        | Nigeria |
| ------------------------------------------------------------------------------------------ | ---------- | ------- |
| Sandberg 30', 44', 82' · Riise 49' · Aarønes 60', 90' · Medalen 67' · Svensson 76' (ph.đ.) | (Chi tiết) |         |

| Anh                                            | 3–2        | Canada                        |
| ---------------------------------------------- | ---------- | ----------------------------- |
| Coultard 51' (ph.đ.), 85' · Spacey 76' (ph.đ.) | (Chi tiết) | Stoumbos 87' · Donnelly 90+1' |

| Na Uy                 | 2–0        | Anh |
| --------------------- | ---------- | --- |
| Haugen 7' · Riise 37' | (Chi tiết) |     |

| Nigeria                                | 3–3        | Canada                          |
| -------------------------------------- | ---------- | ------------------------------- |
| Nwadike 26' · Avre 60' · Okoroafor 77' | (Chi tiết) | Burtini 12', 55' · Donnelly 20' |

| Na Uy                                                                | 7–0        | Canada |
| -------------------------------------------------------------------- | ---------- | ------ |
| Aarønes 4', 21', 90+3' · Riise 12' · Pettersen 71', 89' · Leinan 84' | (Chi tiết) |        |

| Nigeria                     | 2–3        | Anh                          |
| --------------------------- | ---------- | ---------------------------- |
| Okoroafor 13' · Nwadike 74' | (Chi tiết) | Farley 10', 38' · Walker 27' |

### Bảng C
| Đội        | Tr | T | H | B | BT | BB | HS  | Đ |
| ---------- | -- | - | - | - | -- | -- | --- | - |
| Hoa Kỳ     | 3  | 2 | 1 | 0 | 9  | 4  | +5  | 7 |
| Trung Quốc | 3  | 2 | 1 | 0 | 10 | 6  | +4  | 7 |
| Đan Mạch   | 3  | 1 | 0 | 2 | 6  | 5  | +1  | 3 |
| Úc         | 3  | 0 | 0 | 3 | 3  | 13 | −10 | 0 |

| Hoa Kỳ                                  | 3–3        | Trung Quốc                                       |
| --------------------------------------- | ---------- | ------------------------------------------------ |
| Venturini 22' · Milbrett 34' · Hamm 51' | (Chi tiết) | Vương Lệ Bình 38' · Vi Hải Anh 74' · Tôn Văn 79' |

| Đan Mạch                                               | 5–0        | Úc |
| ------------------------------------------------------ | ---------- | -- |
| Krogh 12', 48' · Nielsen 25' · Jensen 37' · Hansen 86' | (Chi tiết) |    |

| Hoa Kỳ                  | 2–0        | Đan Mạch |
| ----------------------- | ---------- | -------- |
| Lilly 9' · Milbrett 49' | (Chi tiết) |          |

| Trung Quốc                                                 | 4–2        | Úc                        |
| ---------------------------------------------------------- | ---------- | ------------------------- |
| Châu Dương 23' · Thi Quế Hồng 54', 78' · Lưu Ái Linh 90+3' | (Chi tiết) | Iannotta 25' · Hughes 89' |

| Hoa Kỳ                                                          | 4–1        | Úc             |
| --------------------------------------------------------------- | ---------- | -------------- |
| Foudy 69' · Fawcett 72' · Overbeck 90+2' (ph.đ.) · Keller 90+4' | (Chi tiết) | Casagrande 54' |

| Trung Quốc                                      | 3–1        | Đan Mạch  |
| ----------------------------------------------- | ---------- | --------- |
| Thi Quế Hồng 21' · Tôn Văn 76' · Vi Hải Anh 90' | (Chi tiết) | Bonde 44' |

## Vòng đấu loại trực tiếp

### Tóm tắt
|  | Tứ kết                    | Tứ kết                |                          |       | Bán kết       | Bán kết       |  |  | Chung kết | Chung kết |
|  |                           |                       |                          |       |               |               |  |  |           |           |
|  | 13 tháng 6 — Västerås     |                       |                          |       |               |               |  |  |           |           |
|  |                           |                       |                          |       |               |               |  |  |           |           |
|  | Đức                       | 3                     |                          |       |               |               |  |  |           |           |
|  | Đức                       | 3                     | 15 tháng 6 — Helsingborg |       |               |               |  |  |           |           |
|  | Anh                       | 0                     |                          |       |               |               |  |  |           |           |
|  | Anh                       | 0                     | Đức                      | 1     |               |               |  |  |           |           |
|  | 13 tháng 6] — Helsingborg |                       | Đức                      | 1     |               |               |  |  |           |           |
|  |                           | Trung Quốc            | 0                        |       |               |               |  |  |           |           |
|  | Thụy Điển                 | Trung Quốc            | 0                        | 1 (3) |               |               |  |  |           |           |
|  | Thụy Điển                 |                       | 18 tháng 6 — Solna       | 1 (3) |               |               |  |  |           |           |
|  | Trung Quốc (pen.)         | 1 (4)                 |                          |       |               |               |  |  |           |           |
|  | Trung Quốc (pen.)         | 1 (4)                 | Đức                      | 0     |               |               |  |  |           |           |
|  | 13 tháng 6 — Gävle        |                       | Đức                      | 0     |               |               |  |  |           |           |
|  |                           | Na Uy                 | 2                        |       |               |               |  |  |           |           |
|  | Hoa Kỳ                    | Na Uy                 | 2                        | 4     |               |               |  |  |           |           |
|  | Hoa Kỳ                    | 15 tháng 6 — Västerås |                          | 4     |               |               |  |  |           |           |
|  | Nhật Bản                  | 0                     |                          |       |               |               |  |  |           |           |
|  | Nhật Bản                  | 0                     | Hoa Kỳ                   | 0     |               |               |  |  |           |           |
|  | 13 tháng 6 — Karlstad     |                       | Hoa Kỳ                   | 0     |               |               |  |  |           |           |
|  |                           | Na Uy                 | 1                        |       | Tranh hạng ba | Tranh hạng ba |  |  |           |           |
|  | Na Uy                     | Na Uy                 | 1                        | 3     | Tranh hạng ba | Tranh hạng ba |  |  |           |           |
|  | Na Uy                     |                       | 17 tháng 6 — Gävle       | 3     |               |               |  |  |           |           |
|  | Đan Mạch                  | 1                     |                          |       |               |               |  |  |           |           |
|  | Đan Mạch                  | 1                     | Trung Quốc               | 0     |               |               |  |  |           |           |
|  |                           |                       |                          |       |               |               |  |  |           |           |
|  | Hoa Kỳ                    | 2                     |                          |       |               |               |  |  |           |           |
|  | Hoa Kỳ                    | 2                     |                          |       |               |               |  |  |           |           |

### Tứ kết
| Đức                               | 3–0        | Anh |
| --------------------------------- | ---------- | --- |
| Voss 41' · Meinert 55' · Mohr 82' | (Chi tiết) |     |

| Thụy Điển                                             | 1–1 (h.p.) | Trung Quốc                                                           |
| ----------------------------------------------------- | ---------- | -------------------------------------------------------------------- |
| Kalte 90+3' (ph.đ.)                                   | (Chi tiết) | Tôn Khánh Mai 29'                                                    |
| Loạt sút luân lưu                                     |            |                                                                      |
| Andersson · Videkull · Pohjanen · Sundhage · Nessvold | 3–4        | Tôn Văn · Tạ Huệ Lâm · Trần Ngọc Phong · Thủy Khánh Hà · Lưu Ái Linh |

| Hoa Kỳ                                       | 4–0        | Nhật Bản |
| -------------------------------------------- | ---------- | -------- |
| Lilly 8', 42' · Milbrett 45' · Venturini 80' | (Chi tiết) |          |

| Na Uy                                  | 3–1        | Đan Mạch  |
| -------------------------------------- | ---------- | --------- |
| Espeseth 21' · Medalen 64' · Riise 85' | (Chi tiết) | Krogh 86' |

### Bán kết
| Đức          | 1–0        | Trung Quốc |
| ------------ | ---------- | ---------- |
| Wiegmann 88' | (Chi tiết) |            |

| Hoa Kỳ | 0–1        | Na Uy       |
| ------ | ---------- | ----------- |
|        | (Chi tiết) | Aarønes 10' |

### Tranh hạng ba
| Trung Quốc | 0–2        | Hoa Kỳ                   |
| ---------- | ---------- | ------------------------ |
|            | (Chi tiết) | Venturini 24' · Hamm 55' |

### Chung kết
| Đức | 0–2        | Na Uy                     |
| --- | ---------- | ------------------------- |
|     | (Chi tiết) | Riise 37' · Pettersen 40' |

## Giải thưởng
| Vô địch Giải vô địch bóng đá nữ thế giới 1995 |
| --------------------------------------------- |
| · Na Uy · Lần thứ nhất                        |

| Chiếc giày vàng:    | Quả bóng vàng: | Giải Fair Play: |
| ------------------- | -------------- | --------------- |
| Ann-Kristin Aarønes | Hege Riise     | Thụy Điển       |

## Cầu thủ ghi bản
6 bàn
- Ann-Kristin Aarønes

5 bàn
- Hege Riise

3 bàn
- Gitte Krogh
- Heidi Mohr
- Bettina Wiegmann
- Kristine Lilly
- Tiffeny Milbrett
- Tisha Venturini
- Kristin Sandberg
- Marianne Pettersen
- Thi Quế Hồng

2 bàn
- Gillian Coultard
- Karen Farley
- Roseli De Belo
- Silvana Burtini
- Geri Donnelly
- Maren Meinert
- Mia Hamm
- Noda Akemi
- Linda Medalen
- Rita Nwadike
- Adaku Okoroafor
- Malin Andersson
- Tôn Văn
- Vi Hải Anh

1 bàn
- Marie Anne Spacey
- Karen Walker
- Pretinha
- Helen Stoumbos
- Christine Bonde
- Christina Hansen
- Helle Jensen
- Anne Nielsen
- Anouschka Bernhard
- Ursula Lohn
- Silvia Neid
- Birgit Prinz
- Martina Voss
- Joy Fawcett
- Julie Foudy
- Debbie Keller
- Carla Overbeck
- Gro Espeseth
- Tone Haugen
- Randi Leinan
- Tina Svensson
- Patience Avre
- Anneli Andelen
- Ulrika Kalte
- Pia Sundhage
- Lena Videkull
- Chu Dương
- Lưu Ái Linh
- Tôn Khánh Mai
- Vương Lệ Bình
- Angela Iannotta
- Lisa Casagrande
- Sunni Hughes

## Bảng xếp hạng giải đấu
| Đội                 | Thứ hạng   | Trận | Thắng | Hoà | Thua | BT | BB | HS  | Điểm |
| ------------------- | ---------- | ---- | ----- | --- | ---- | -- | -- | --- | ---- |
| 1                   | Na Uy      | 6    | 6     | 0   | 0    | 23 | 1  | +22 | 18   |
| 2                   | Đức        | 6    | 4     | 0   | 2    | 13 | 6  | +7  | 12   |
| 3                   | Hoa Kỳ     | 6    | 4     | 1   | 1    | 15 | 5  | +10 | 13   |
| 4                   | Trung Quốc | 6    | 3     | 1   | 2    | 11 | 10 | +1  | 10   |
| Bị loại ở tứ kết    |            |      |       |     |      |    |    |     |      |
| 5                   | Thụy Điển  | 4    | 2     | 1   | 1    | 6  | 4  | +2  | 6    |
| 6                   | Anh        | 4    | 2     | 0   | 2    | 6  | 9  | –3  | 6    |
| 7                   | Đan Mạch   | 4    | 1     | 0   | 3    | 7  | 8  | –1  | 3    |
| 8                   | Nhật Bản   | 4    | 1     | 0   | 3    | 2  | 8  | –6  | 3    |
| Bị loại ở vòng bảng |            |      |       |     |      |    |    |     |      |
| 9                   | Brasil     | 3    | 1     | 0   | 2    | 3  | 8  | –5  | 3    |
| 10                  | Canada     | 3    | 0     | 1   | 2    | 5  | 13 | –8  | 1    |
| 11                  | Nigeria    | 3    | 0     | 1   | 2    | 5  | 14 | –9  | 1    |
| 12                  | Úc         | 3    | 0     | 0   | 3    | 3  | 13 | –10 | 0    |